# Lophostoma
Lophostoma es un género botánico con seis especies de plantas pertenecientes a la familia Thymelaeaceae.

## Especies seleccionadas
- Lophostoma albifolium
- Lophostoma amoeum
- Lophostom bolleaum